# Ferrovia Isili-Sorgono
La Isili-Sorgono è una linea ferroviaria turistica a scartamento ridotto della Sardegna, gestita dall'ARST nell'ambito del servizio Trenino Verde.

## Storia
| Tratta              | Inaugurazione   |
| ------------------- | --------------- |
| Isili-Meana Sardo   | 1º aprile 1889  |
| Meana Sardo-Sorgono | 3 novembre 1889 |

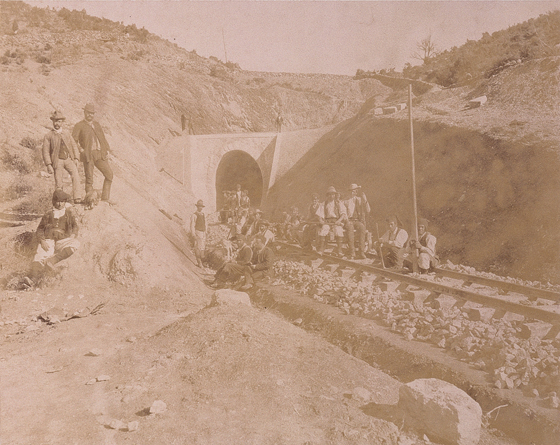
I lavori di costruzione di una galleria nei pressi di Meana Sardo, in una foto d'epoca di Vittorio Besso

La linea tra i centri di Isili e Sorgono, lunga 83 km e dipendente dal compartimento ex FdS di Cagliari, venne costruita come secondo troncone della linea che dal capoluogo avrebbe raggiunto il Mandrolisai e l'Ogliastra, e che era già entrata in funzione sino a Isili nel 1888. Realizzata a binario unico non elettrificato a scartamento da 950 mm, la ferrovia venne costruita come il tronco da Cagliari a Isili dalle Strade Ferrate Secondarie della Sardegna, e fu aperta al traffico tra marzo e novembre 1889.

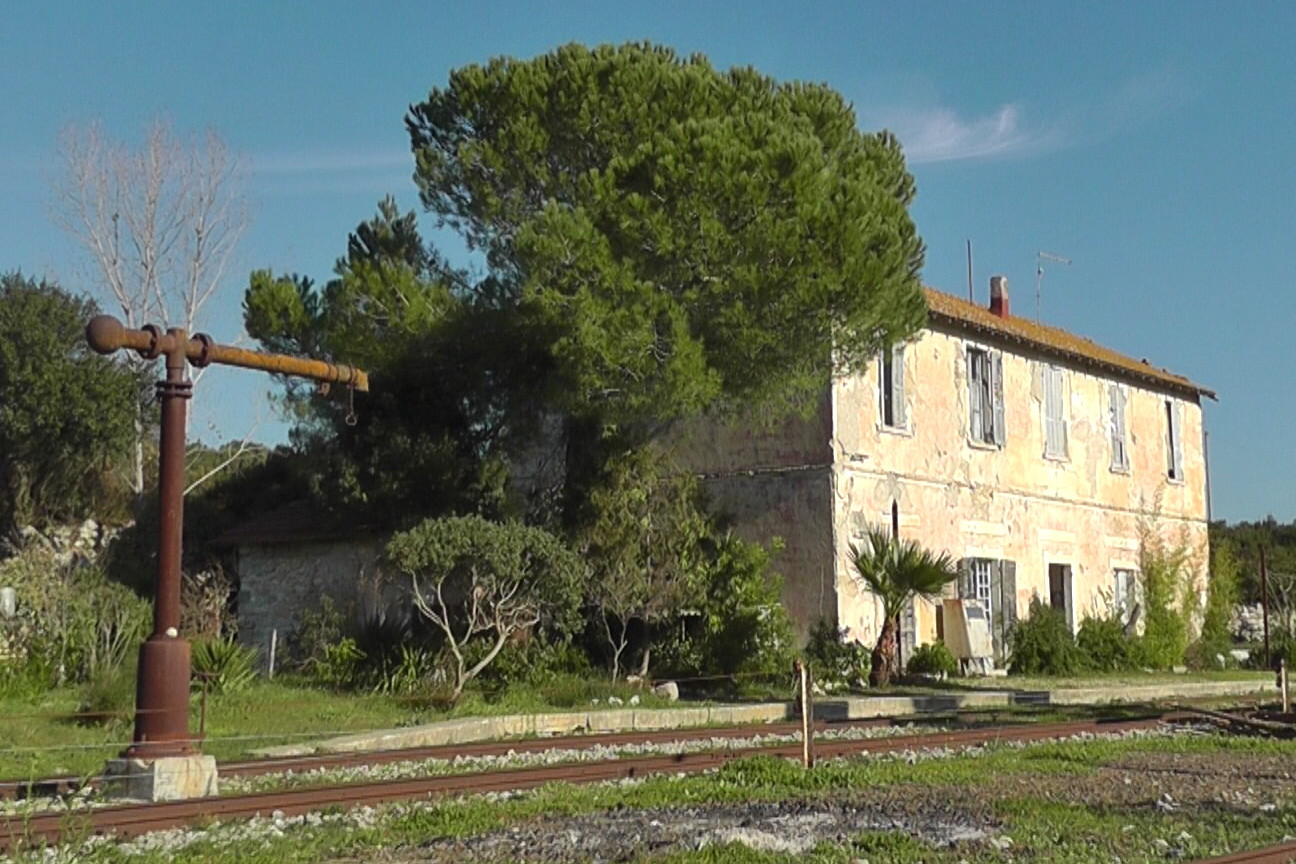
La stazione di Sarcidano, realizzata in variante a inizio Novecento come scalo di diramazione della ferrovia per Villacidro

Nel 1921 l'intera linea passò alle Ferrovie Complementari della Sardegna, società che già gestiva in comune con le SFSS il tratto da Isili alla stazione di Sarcidano, scalo da cui si diramava la linea FCS per Villacidro (chiusa nel 1956). Sempre nel 1921 lo scrittore David Herbert Lawrence viaggiò sulla Cagliari-Sorgono, raccontando il suo viaggio nel libro Mare e Sardegna.
(David H. Lawrence, Mare e Sardegna, 1921)

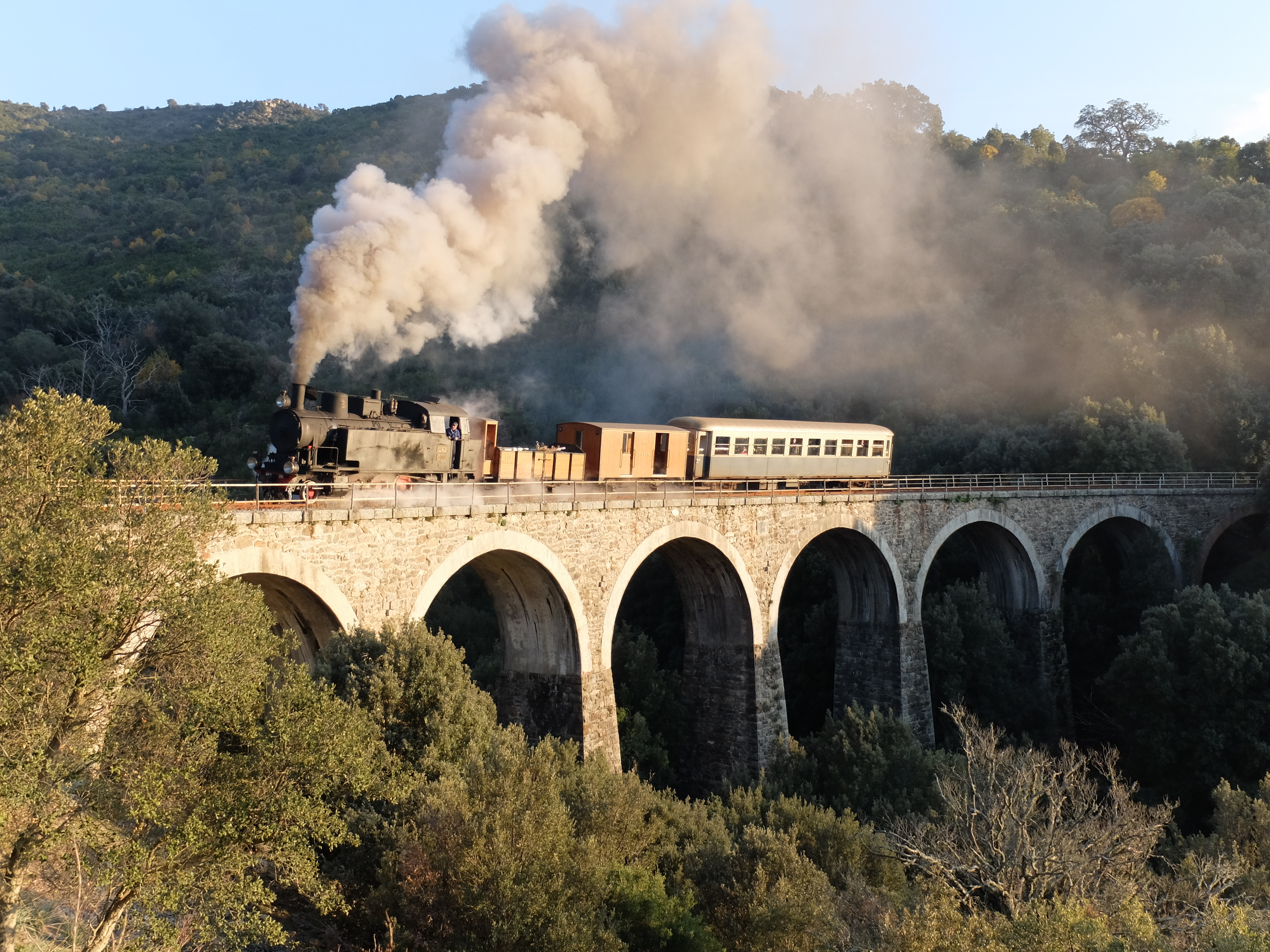
Locomotiva gruppo 400 delle ex FCS, utilizzata per i convogli turistici, in transito su un viadotto nei pressi di Belvì

In questi decenni prese forza la richiesta di raccordare la linea con la Macomer-Nuoro, in modo da collegare più facilmente il Nuorese con il sud dell'isola. Si propose di creare una bretella ferroviaria che unisse Sorgono a Oniferi, richiesta che però non fu mai accolta. Nel secondo dopoguerra vennero eseguiti alcuni lavori di sistemazione della linea, e arrivarono i primi mezzi a trazione Diesel negli anni sessanta (le prime automotrici ADe entrarono in servizio il 10 settembre 1962), tuttavia fu più volte paventata la chiusura della Isili-Sorgono, cosa che non avvenne mai nonostante volumi di traffico non proprio elevati. La nascita del progetto Trenino Verde donò inoltre nuova vitalità alla linea, nel frattempo passata sotto il controllo delle Ferrovie della Sardegna (dal 2008 ARST Gestione FdS) nel 1989. Il 16 giugno 1997 la Cagliari-Mandas-Sorgono venne interrotta a metà: i treni del trasporto pubblico trovarono in Isili il loro nuovo capolinea, mentre la Isili-Sorgono venne destinata all'uso esclusivamente turistico. Nel 2010 la gestione della linea è infine passata all'ARST.
Dal 2017 per via della necessità di lavori di manutenzione straordinaria alle travate metalliche di alcuni ponti tra Laconi e Meana Sardo, la linea è temporaneamente percorribile nella sola tratta Isili-Laconi, in attesa dell'effettuazione degli interventi necessari.

## Caratteristiche

### Percorso
| Continuation backward |

| Station on track |

| Unknown route-map component "CONTgq" | Unknown route-map component "ABZgr" |  |

| Station on track |

| Station on track |

| Stop on track |

| Unknown route-map component "KRW+l" | Unknown route-map component "xKRWgr" |  |

| Station on track | Unknown route-map component "exSTR" |  |

| One way leftward | Unknown route-map component "exKRZ+r" | Unknown route-map component "exCONTfq" |

| Station on track |

| Station on track |

| Stop on track |

| Station on track |

| Non-passenger station/depot on track |

| Small non-passenger station on track |

| Non-passenger station/depot on track |

| Small non-passenger station on track |

| Enter and exit short tunnel |

| Non-passenger station/depot on track |

| Non-passenger station/depot on track |

| Small non-passenger station on track |

| Non-passenger end station |

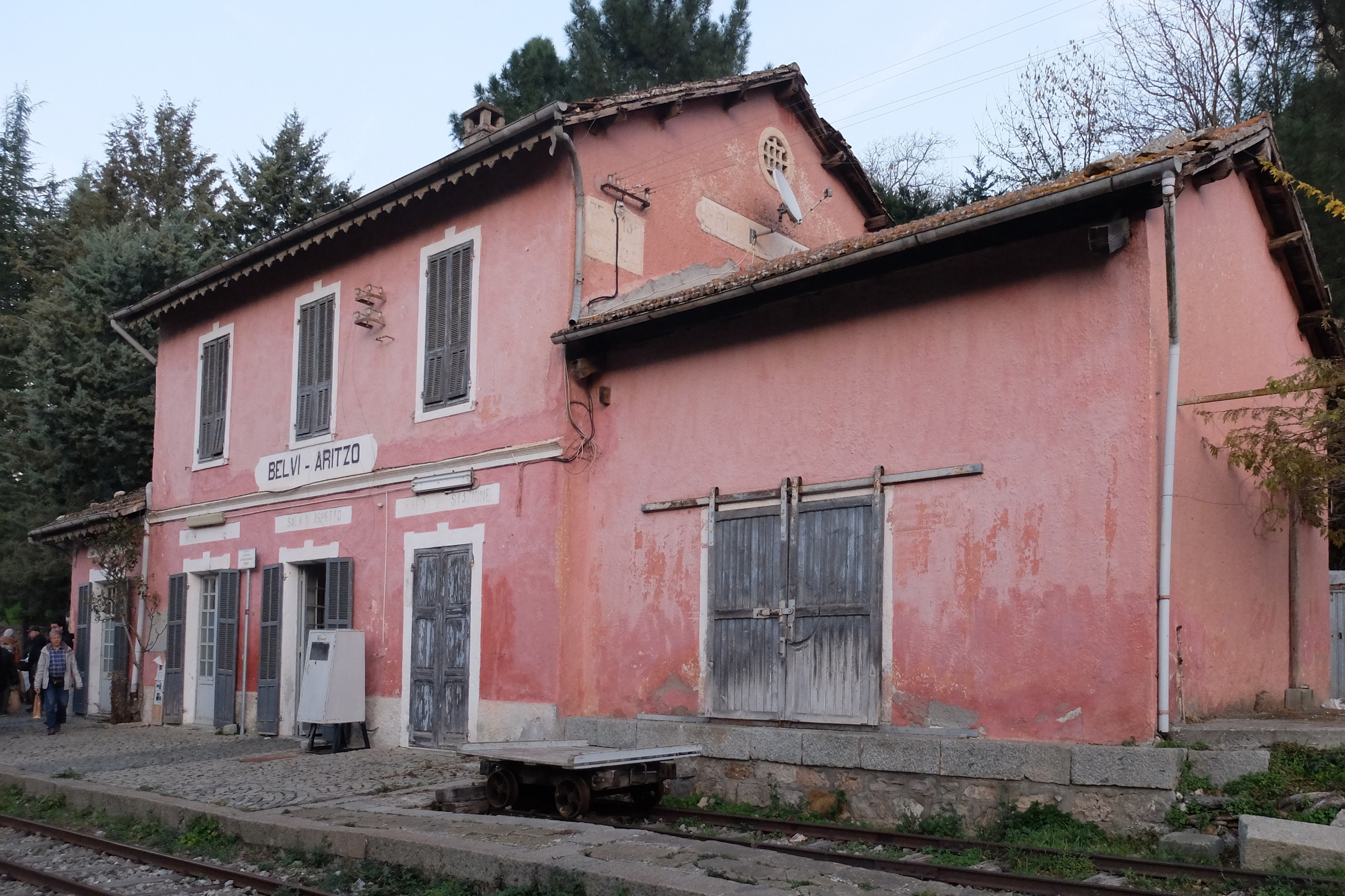
La stazione di Belvì-Aritzo

Normalmente i mezzi partono dalla stazione di Mandas lungo la Monserrato-Isili, sede di depositi ferroviari dell'ARST, distante circa 12 km da Isili. Raggiunto lo scalo di quest'ultimo centro la linea prosegue verso nord, costeggiando il lago artificiale di Is Barrocus nei pressi della stazione di Sarcidano, un tempo utilizzata soprattutto da coloro che lavoravano nelle campagne vicine e punto di diramazione della ferrovia per Villacidro.
Continuando a salire verso nord l'altitudine comincia a salire progressivamente, e si raggiungono Nurallao e gli scali di Cignoni e Su Lau, quest'ultimo in territorio di Laconi, la cui stazione è la successiva del percorso. Lasciato lo storico abitato, i treni continuano ad arrampicarsi lungo i rilievi di questa parte di Sardegna, raggiungendo lo scalo nella foresta di Funtanamela e quello del valico di Ortuabis, utilizzato in passato soprattutto da chi doveva raggiungere la vicina miniera di Funtana Raminosa.
Questo tratto di ferrovia presenta parecchi viadotti e gallerie, la più lunga delle quali, la galleria S'Arcu, si trova poco dopo Meana Sardo. Si è ormai in Barbagia, e il Gennargentu non è lontano, così la tortuosità del tracciato aumenta sempre più insieme all'altitudine. La ferrovia raggiunge così le stazioni di Belvì-Aritzo e di Desulo-Tonara e, dopo un tratto in leggera discesa, termina nel capolinea di Sorgono.

## Materiale rotabile

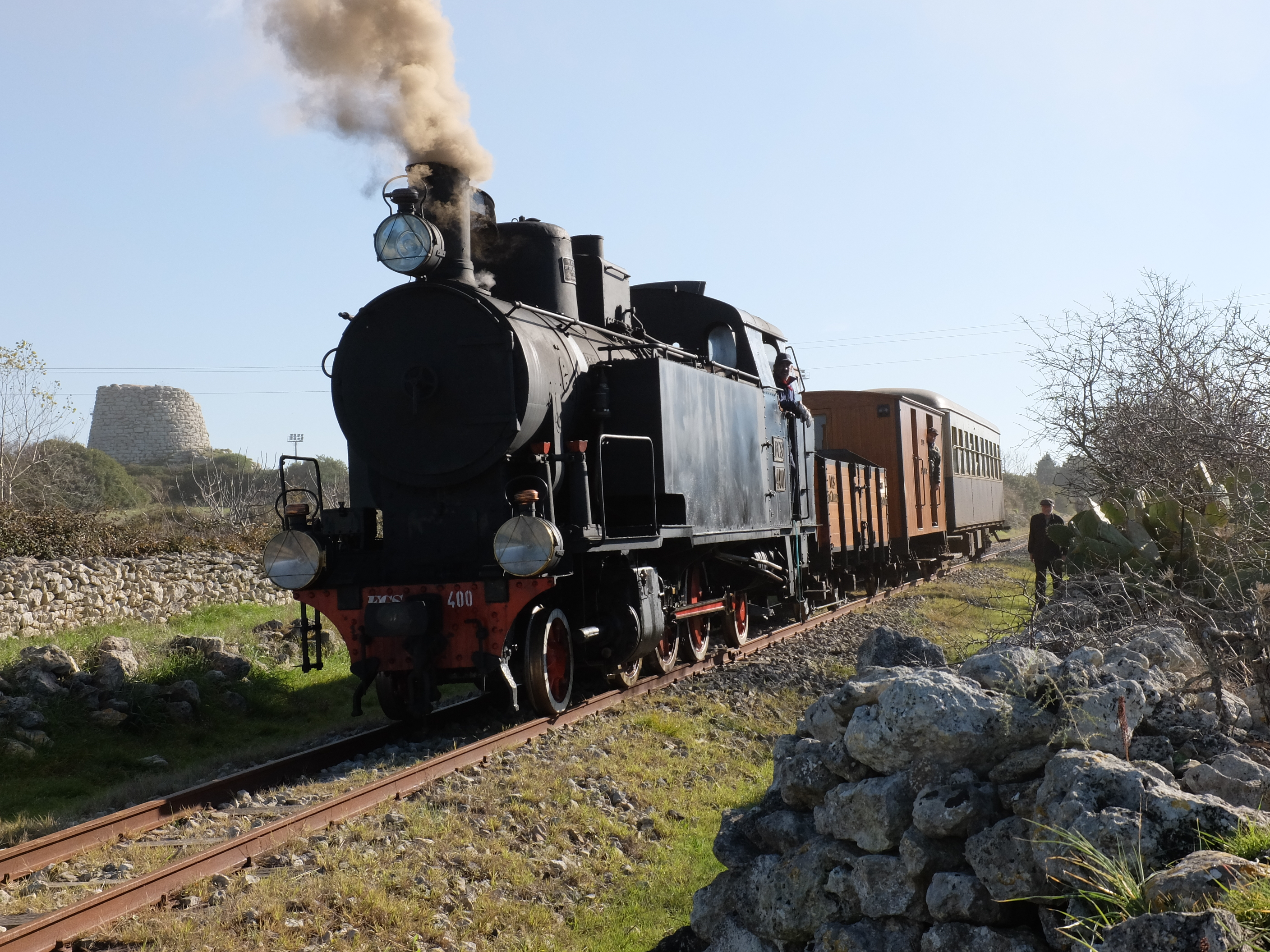
Treno con in testa la locomotiva FCS 400 in uscita da Isili, dinanzi al nuraghe Is Paras

Sulla linea viaggiano sia i mezzi utilizzati comunemente per il servizio ordinario dell'ARST (ovvero automotrici diesel ADe e locomotori diesel LDe con relative carrozze), sia mezzi d'epoca restaurati. In particolare sulla linea (e sulla Mandas-Arbatax) viene utilizzata una locomotiva gruppo 400 prodotta negli anni trenta dalle Officine Meccaniche Reggiane, abbinata a delle carrozze Bauchiero del 1913. Per via delle leggi regionali in materia di prevenzioni degli incendi, i mezzi a vapore non possono però essere utilizzati durante la stagione estiva.